# Tâm trí bầy đàn
Tâm trí bầy đàn (hive mind), hay còn gọi là tâm trí nhóm (group mind), tâm trí hợp nhất (mind coalescence), hoặc trí thông minh cấu trúc (gestalt intelligence), là một mô-típ thường gặp trong khoa học viễn tưởng.

## Định nghĩa
Tâm trí bầy đàn là một thực thể ý thức hoặc trí tuệ duy nhất, cấu thành từ sự liên kết giữa nhiều tâm trí hoặc ý thức nhỏ hơn khác. Sự liên kết có thể được hình thành thông qua bất kỳ phương thức hư cấu nào tạo điều kiện cho tâm trí của các cá thể cấu thành tâm trí "mẹ" giao tiếp được trực tiếp với nhau, chẳng hạn như thần giao cách cảm, các con chip cấy trong não bộ, hoặc các hệ thống trí thông minh nhân tạo tổng hợp.
Tâm trí bầy đàn có thể hoạt động trên cơ chế tương tự cơ cấu xã hội của các loài côn trùng như ong hoặc kiến, trong đó các tâm trí cá thể có thể sẽ không sở hữu danh tính hoặc ý chí tự do, chịu sự điều khiển hoặc chi phối hoàn toàn của tâm trí mẹ như thể chúng là một bộ phận của nó, Nó cũng có thể mang tính phi tập trung, với các thành viên duy trì danh tính biệt lập so với tâm trí mẹ, mặc dù vẫn chịu ảnh hưởng một phần hoặc hoàn toàn từ tâm trí mẹ.
Một trong những tác phẩm khoa học viễn tưởng đầu tiên sử dụng mô-típ tâm trí bầy đàn là The Human Termites của David H. Keller (xuất bản trên tạp chí Wonder Stories, số ra năm 1929) và tiểu thuyết khoa học viễn tưởng Last and First Men (1930) của Olaf Stapledon. Tuy nhiên, cả hai tác phẩm đó đều chưa sử dụng hẳn thuật ngữ tâm trí bầy đàn, mà chỉ gọi thực thể tâm trí tổ hợp của mình là "tâm trí nhóm" (group mind).  Phải đến năm 1943, cụm từ "hive mind" mới lần đầu được sử dụng trong ngành nuôi ong, và phải đến năm 1950 nó mới lần đầu bước vào kho từ vựng của khoa học viễn tưởng thông qua tác phẩm Second Night of Summer của James H. Schmitz (1950).